# George Chesebro
Ne doit pas être confondu avec l'écrivain George C. Chesbro
George Chesebro est un acteur américain du cinéma muet puis du parlant, né à Minneapolis (Minnesota) le 29 juillet 1888, et mort à Los Angeles (Californie) le 28 mai 1959.

## Filmographie partielle
- 1917 : A Prairie Romeo de Lynn Reynolds : Harvey Campbell
- 1917 : Because of a Woman de Jack Conway : Allan Barrett
- 1917 : Broadway Arizona de Lynn Reynolds : John Keyes
- 1917 : L'Escapade de Corinne (Indiscreet Corinne) de John Francis Dillon : Nicholas Fenwick
- 1917 : Mr. Opp de Lynn Reynolds : Willard Hinton
- 1917 : The Show Down de Lynn Reynolds : Robert Curtis
- 1917 : Wild Sumac de William V. Mong : Jacques Fontaine
- 1918 : Amour moderne (Modern Love) de Robert Z. Leonard : Wilbur Henderson
- 1921 : The Hope Diamond Mystery de Stuart Paton : John Gregge / Jean-Baptiste Tavanier
- 1926 : Money to Burn de Walter Lang : Manuel Ortego
- 1927 : The Silent Avenger de James Patrick Hogan : Bill Garton
- 1927 : Mountains of Manhattan de James P. Hogan : Hoyt Norcross
- 1929 : Brothers de Scott Pembroke : Randy
- 1931 : The Sky Spider de Richard Thorpe : Marsh
- 1931 : Quartier chinois (Chinatown After Dark) de Stuart Paton : l'homme de main de Varonoff
- 1932 : Docks of San Francisco de George B. Seitz : L'homme de main de Vance
- 1934 : In Old Santa Fe de David Howard et Joseph Kane : Nick
- 1935 : Le Chant du Far West (Tumbling Tumbleweeds) de Joseph Kane :  Connors
- 1936 : The Lawless Nineties de Joseph Kane : Green
- 1937 : Springtime in the Rockies de Joe Kane : Thad Morgan
- 1940 : Land of the Six Guns de Raymond K. Johnson : Taylor